# نا كيكا
نا کيكا (بالإنجليزية: Na Kika)‏ الرب الأخطبوط في جزر جلبرت (الكيريباتي). أذرعته الكثيرة خدمته عندما رفع الأرض من قاع البحر ليشكل الجزر والشطآن والصخور. وهو ابن نا أتيبو Na Atibu وني تيوكي، الكائنين الأولين.